# Save Tonight
«Save Tonight» es una canción del músico sueco de rock, Eagle-Eye Cherry y el principal sencillo de su álbum debut de 1997, Desireless. Es la primera pista en el álbum y tuvo un importante éxito en la radio, alcanzó el puesto número 3 en Irlanda, 5 en los Estados Unidos, 6 en el Reino Unido y 2 en su natal Suecia. Fue votada como la canción del año por la estación de radio neozelandesa "The Edge" en 1997. Es considerada como la canción más representativa del artista.
La pista también fue incluida en el videojuego Karaoke Revolution, el episodio de Daria Through a Lens Darkly, y en la película A Lot Like Love. Se ameja en acordes a "De música ligera" de Soda Stereo.

## Video musical
El video monocromo de la canción, filmado en Skånegatan 92-94 en el distrito de Södermalm de Estocolmo, muestra a Cherry interpretando varios roles y viendo la historia desde diferentes perspectivas. La primera, es un hombre preparándose para una cita y comprando una rosa y una botella de vino en un deli. Luego de se despide del carnicero y la cámara revela que el carnicero es el mismo Cherry. Un ladrón utilizando una máscara de ski luego entra al lugar y se lleva el dinero de la caja registradora. Cuando sale, sin embargo, es atropellado por una camioneta, y cuando las personas que pasaban por allí lo ayudan se revela que el también es Cherry, al igual que el conductor de la camioneta. Otro Cherry es visto tocando una guitarra y otro como un vagabundo en la calle. El "primer" Cherry vuelve a aparecer al final del video, caminando hacia la casa de su cita. El video es presentado en una sola toma continua.

## Formatos y lista de canciones
Estos son los formatos y lista de canciones de los principales lanzamientos del sencillo "Save Tonight".
- Casete

1. «Save Tonight» - 3:55
2. «Conversation» - 4:55

- CD

1. «Save Tonight» - 3:55
2. «Save Tonight» (Bacon & Quarmby remix) - 3:36
3. «Conversation» - 4:55

- CD Enhanced maxi sencillo

1. «Save Tonight» (radio edit) - 3:59
2. «Save Tonight» (Bacon & Quarmby remix) - 3:36
3. «Conversation» - 4:53
4. «Save Tonight» (video) - 3:09